# Oleg Tjurin
Oleg Grigorjevitj Tjurin (russisk: Олег Григорьевич Тюрин,  født 29. juni 1937, død 3. marts 2010) var en sovjetisk roer og olympisk guldvinder.
Tjurin roede dobbeltsculler sammen med Boris Dubrovskij, og duoen vandt sølv ved det første VM i roning i 1962. De vandt også EM-bronze i 1963 fulgt af EM-guld i 1964.
De var derfor blandt favoritterne ved OL 1964 i Tokyo og vandt også deres indledende heat sikkert, selvom tiderne i deres heat var noget langsommere end i de øvrige heats. I finalen lagde Tjurin og Dubrovskij sig i spidsen fra starten, og der holdt de sig til mål til en sikker guldmedalje, mens amerikanerne Sy Cromwell og Jim Storm var 2½ sekund efter på andenpladsen, og Vladimír Andrs og Pavel Hofmann fra Tjekkoslovakiet blev nummer tre.
Tjurin og Dubrovskijs sidste store internationale resultat var EM-sølv i 1965.
Ud over disse resultater vandt Tjurin også Henley-regattaen i firer uden styrmand i 1961 og 1962 med et hold fra Trud Leningrad. Han vandt også fire sovjetiske mesterskaber, alle i dobbeltsculler, heraf de tre (1963-1965) med Dubrovskij. Efter afslutningen af den aktive karriere blev Tjurin rotræner.

## OL-medaljer
- 1964:  Guld i dobbeltsculler